# Trifón Muñoz y Soliva
Trifón Muñoz y Soliva (1811-1869) fue un eclesiástico e historiador español.

## Biografía
Habría nacido el 3 de junio de 1811 en Cuenca. Basilio Sebastián Castellanos de Losada le dedica la siguiente nota:

De Gascueña, en Cuenca, cura párroco de esta villa y arcipreste de su partido, y antiguo catedrático del Seminario Conquense. Tiene varias poesías conocidas y un canto á Azara.

Autor de una Historia de la muy N. L. E I. Ciudad de Cuenca, falleció en 1869.